# William Bull (Botaniker)

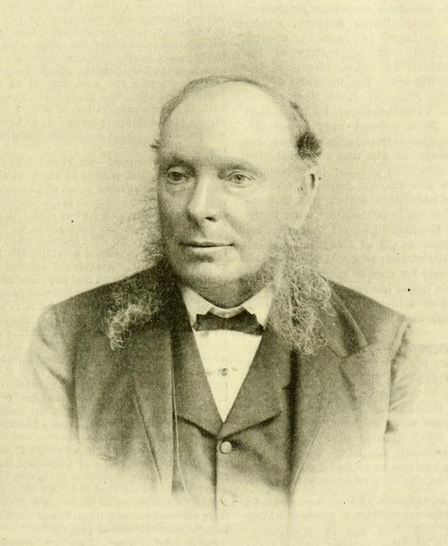
William Bull

William Bull (* 1828 in Winchester, Hampshire; † 1. Juni 1902 in Chelsea) war ein britischer Pflanzenjäger, Gärtnereibesitzer und Botaniker. Sein offizielles botanisches Autorenkürzel lautet „W.Bull“.

## Leben und Wirken
Seine ersten Verdienste erwarb er sich als Pflanzenjäger für die zeitgenössisch bekannten Häuser Rollisson and Sons und E. G. Henderson & Son. 1861 erwarb Bull von John Weeks eine Gärtnerei in der King’s Road in Chelsea, in unmittelbarer Nachbarschaft des Hauses Veitch and Sons. Bull konkurrierte mit diesem durch eine Spezialisierung auf Orchideen, die er als erster nicht nur kultivierte, sondern auch bewusst kreuzte.
Bull führte Pflanzen aus Kolumbien (1880) und Liberia in Kultur ein und vollzog dabei zahlreiche Erstbeschreibungen. Für ihn arbeiteten unter anderem die Pflanzenjäger Edward Shuttleworth und John Carder.
1897 erhielt Bull die Victoria Medal of Honour der Royal Horticultural Society. Er starb am 1. Juni 1902 nach dreitägiger Krankheit, sein Sohn William übernahm die Gärtnerei.